# 유진 카스퍼스키
예브게니 발렌티노비치 카스퍼스키(러시아어: Евгений Валентинович Касперский, 1965년 10월 4일 ~ )는 러시아의 사이버 보안 전문가로 직원 4,000명의 IT 보안 회사인 카스퍼스키 랩의 CEO이다. 1997년에 카스퍼스키 랩을 공동 설립했으며 연구 책임자로서 정부가 후원하는 사이버 전쟁 사례를 찾아내는 데 도움을 주었다. 그는 사이버 전쟁을 금지하는 국제 조약을 옹호하고 있다.
카스퍼스키는 1987년 KGB 고급학교의 기술 학부에서 수리 공학 및 컴퓨터 기술 학위로 졸업했다. IT 보안에 대한 그의 관심은 1989년 업무용 컴퓨터가 케스케이드 바이러스에 감염되어 이를 제거하는 프로그램을 개발하면서 시작되었다. 카스퍼스키는 보안 연구 및 판매 기술을 통해 카스퍼스키 랩의 성장을 도왔다. 그는 2007년에 CEO가 되어 2021년 기준 재직 중이다.

## 어린 시절
카스퍼스키는 1965년 10월 4일 소련의 노보로시이스크에서 태어났다. 그는 모스크바 근처에서 자랐는데 이곳으로는 9세에 이사했다. 그의 아버지는 엔지니어였고 그의 어머니는 역사 자료 기록가이었다. 어렸을 때 일찍이 수학 과 기술에 대한 관심을 키워서 여가 시간에 수학 책을 읽으며 보냈고 14세에 수학 대회 에서 2등을 했다. 열네 살 때 모스크바 대학교에서 운영하고 수학을 전문으로 하는 AN 콜모고로프 기숙 학교에 다니기 시작했다. 그는 또한 소련 공산당 청년 분과의 일원이었다.
16세에 카스퍼스키는 러시아 군대와 KGB의 정보 장교를 준비하는 KGB 고급학교 기술 학부의 5년 과정 프로그램에 들어갔다. 그는 1987년 수학 공학 및 컴퓨터 기술 학위를 받고 졸업했다. 대학을 졸업한 후 그는 소련군 정보국에서 소프트웨어 엔지니어로 복무했다. 그는 1987년에 KGB 휴양지 세베르스코예에서 첫 부인 나탈리아 카스퍼스키를 만났다.

## 카스퍼스키 랩

### 설립
IT 보안에 대한 카스퍼스키의 관심은 1989년 러시아 국방부에서 근무하던 중 그의 PC가 캐스케이드 바이러스에 감염되면서 시작되었다. 그는 바이러스가 어떻게 작동하는지 연구하고 바이러스를 제거하는 프로그램을 개발했다. 그 후 그는 취미로 계속해서 새로운 바이러스를 발견하고 제거하는 소프트웨어를 개발했다. 초기에 카스퍼스키의 바이러스 백신 소프트웨어에는 40개의 바이러스 정의가 있었고 대부분 친구들에게 배포되었다.
1991년 카스퍼스키는 군복무에서 조기 전역하여 국방부를 떠나 민간 기업인 KAMI의 정보 기술 센터에 취직하여 풀타임으로 바이러스 백신 제품을 개발했다. 그곳에서 그와 그의 동료들은 소프트웨어를 개선하여 1992년에 Antiviral Toolkit Pro라는 제품으로 출시했다. 처음에는 한 달에 약 10명의 고객이 소프트웨어를 구입하였다. 주로 우크라이나와 러시아에 있는 회사로부터 한 달에 약 $100를 벌었다. 카스퍼스키의 아내가 후에 되는 나탈리아 카스퍼스키는 KAMI에서 그의 동료가 되었다.
1994년 독일의 함부르크 대학교는 카스퍼스키의 소프트웨어를 바이러스 백신 소프트웨어 경쟁 분석에서 1위로 선정했다. 이로 인해 유럽 및 미국 회사로부터 카스퍼스키에 대한 더 많은 비즈니스가 이루어졌다. 카스퍼스키 랩이 3년 후 그와 그의 아내 및 카스퍼스키의 친구인 알렉세이 드몬데릭(Alexey De-Monderik)에 의해 설립되었다. 유진 카스퍼스키가 회사를 시작하도록 밀어붙인 부인 나탈리아가 CEO이고 유진은 연구 책임자였다. 이듬해 CIH 바이러스 (일명 체르노빌 바이러스)에 의하여 카스퍼스키 바이러스 백신 제품이 큰 호응을 얻었으며 카스퍼스키는 이 제품이 당시 CIH 바이러스를 치료할 수 있는 유일한 소프트웨어라고 말했다. 《Wired》에 따르면 "그들의 소프트웨어는 당시로서는 진보된 것이었다." 예를 들어 격리된 검역소 내에서 바이러스를 모니터링하는 최초의 소프트웨어였다.
카스퍼스키의 회사는 1990년대 후반에 빠르게 성장했다. 1998년부터 2000년까지 연간 수익은 280% 증가했으며 2000년에는 수익의 거의 60%가 해외에서 발생했다. 1997년 13명에서 시작하여 2000년이 되자 65명의 직원이 있었다. 이 바이러스 백신 제품은 2000년에 어떤 미국 회사가 상표 등록되지 않은 원래 제품명을 사용하기 시작한 후에 카스퍼스키 앤티바이러스로 이름이 변경되었다.

### 위협 발견
연구 책임자로서 카스퍼스키는 바이러스에 관한 논문을 저술했으며 소프트웨어를 홍보하기 위해 회의에 참석했다. 그는 종종 기술 언론에서 바이러스 백신 전문가로 인용되었다. 그는 기업과 정부가 IT 보안 위협을 조사하는 데 도움이 되는 GReAT(Global Research and Expert Analysis Team) 팀 설립을 도왔다. 처음에 그는 정치적 반대자들을 방해하는 방법에 대한 아이디어를 정부에 제공하지 않기 위해 사이버 테러에 대해 공개적으로 논의하지 말라고 팀에 지시했다. 미국 영화 《Live Free or Die Hard》(또는 Die Hard 4.0, 2007)가 개봉된 후 카스퍼스키는 이제 이 아이디어는 공개된 것이라고 말했다. 그는 국가가 후원하는 사이버 무기의 첫 번째 사례로 여겨지는 스툭스넷 웜을 식별한 연구원을 고용했다. 이후 회사는 국제전기통신연합(ITU)의 요청으로 플레임 바이러스를 공개했다. 이 바이러스는 중동 국가에서 사이버 스파이 활동에 사용된 것으로 추정된다.
카스퍼스키 랩은 사이버 보안 위협을 발견하는 것으로 명성을 얻었다. 2015년 카스퍼스키와 카스퍼스키 랩은 은행에서 돈을 훔치는 Carbanak로 알려진 해커 그룹을 발견했다. 그들은 또한 컴퓨터 사용을 모니터링 하기 위한 고급 스파이웨어를 개발하고 미국 NSA와 제휴하고 있는 것으로 여겨지는 Equation Group을 폭로 했다. 《이코노미스트지》에 의하면, 카스퍼스키 랩을 국제적으로 인정받는 러시아 회사로 만든 것은, 이러한 폭로들과 카스퍼스키의 "지치는 않는 세일즈맨십"과  이 회사의 앤티바이러스 제품 덕분이다.

### 최고 경영자
카스퍼스키는 2007년에 카스퍼스키 랩의 CEO가 되었다. 《USA Today》의 2008년 기사에 따르면 그는 카스퍼스키 랩 제품을 홍보하기 위해 연간 20~30개국을 여행했다. 2009년 초, 《CRN》은 그의 성격이 회사가 "상대적으로 무명의 상태에서 이제는 더 크고 더 잘 알려진 경쟁사를 뒤쫓는 수준"으로 성장하는 데 기여했다고 하였다. 당시 캐스퍼스키 랩은 4번째로 큰 최종 소비자 보안 회사였는데, 기업 시장을 위한 신제품을 출시하고 채널 프로그램을 확장했다.
2011년 카스퍼스키는 의사 결정을 더디게 만들고 장기적인 R&D 투자를 방해할 것이라고 말하면서 회사를 공개하지 않기로 결정했다. 이로 인해 그의 전처와 공동 창업자를 포함하여 회사에서 일련의 고위급 이탈이 발생했다. 2014년에는 회사 운영 방식에 대한 의견 불일치로 인해 또 다른 일련의 이탈이 발생했다.
카스퍼스키 랩은 사소한 특허 청구에 대해 대부분의 IT 회사보다 더 적극적으로 스스로를 방어해 왔다. 2012년에는 특허 괴물인 IPAC (Information Protection and Authentication)에 의하여 특허침해 주장이 제기된 35개 회사 중 특허 실시료를 지불하지 않고 사건을 법원으로 가져간 유일한 회사였다. 이 사건은 카스퍼스키에게 유리하게 판결되었다. 또한 2012년에 또 다른 회사인 로드시스는 카스퍼스키사와 54개의 다른 회사를 특허 침해로 고소했고, 그 소송에서도 원고는 카스퍼스키에 대한 소송을 취하했다. 《TechWorld》의 기사에 따르면 이러한 주장을 화해로 종결하는 것을 싫어하는 것은 아마도 유진 카스퍼스키가 특허 트롤 회사를 "그냥 혐오하기" 때문일 가능성이 크다. 그의 블로그에서 그는 그들을 "기생충"과 "IT 사기꾼"이라고 불렀다.
카스퍼스키 자신은 소프트웨어 구성 요소 상호 작용을 제어하기 위한 제약 조건 및 속성 기반 보안 시스템에 대한 특허를 포함하여 여러 특허의 공동 발명자이다.
2015년 현재 카스퍼스키 랩에는 2,800명 이상의 직원이 근무하고 있다. 2012년부터 카스퍼스키는 사이버 전쟁으로부터 발전소와 같은 중요 인프라를 보호하기 위한 소프트웨어 개발에 몰두했다.

## 견해
카스퍼스키는 정치인과 보안 전문가 사이에서 영향력이 있다. 그는 중요한 인프라를 목표로 하는 사이버전의 가능성에 대해 경고했다. 그는 정부가 후원하는 사이버 공격을 금지하는 국제 사이버 전쟁 조약을 옹호하는 회의에서 연설하고 있다.
Stuxnet 공격 이후 카스퍼스키는 인터넷에 더 많은 규제와 치안이 필요하다고 제안했다. 한 가지 아이디어는 인터넷의 일부를 익명으로 유지하고 보다 안전한 영역에서는 사용자 식별을 요구하는 것이었다. 그는 익명성이 주로 사이버 범죄자와 해커에게 이익이 된다고 주장했다. 예를 들어 원자력 발전소 네트워크에 액세스하려면 디지털 여권을 통해 신원을 확인해야 할 수 있다.
카스퍼스키는 프록시를 사용하여 인터넷상의 익명성을 보호할 수 있다고 말했다. 프록시를 사용하면 책임 있는 국제 기구가 어떤 온라인 ID가 실제 ID와 일치하는지 기록을 유지한다. 예를 들어, 악의적인 활동의 경우 개인의 신원이 노출된다.  일부 보안 전문가는 인터넷 사용자의 실제 신원에 대한 중앙 집중식 데이터베이스가 "프라이버시 재앙이며 절도범의 매우 매력적인 표적"이 될 것이라고 믿는다. 《The Age》에서는 "빅 브라더 시나리오에 너무 가깝게 들려서 불편하다"고 말했고 《Wired》에서는 카스퍼스키의 견해는 러시아 정부의 의제와 매우 일치한다고 하였다.
카스퍼스키의 주장에 따라 많은 조직에서 보안을 개선하기 위해 개인 정보를 줄이는 것을 고려하고 있다. 보다 최근의 《Slashdot》 인터뷰에서 카스퍼스키는 인터넷이 투표, 온라인 뱅킹 및 인터넷 ID가 필요한 기타 "중요한 거래"를 위한 레드 존의 세 영역으로 나누어져야 한다고 말했다. 사이트에 액세스하려면 연령 확인만 필요하고 신원 확인은 필요하지 않은 회색 지대 블로그, 뉴스 및 "언론의 자유와 관련된 모든 것"을 위한 녹색 영역이다. 그는 불법 행위가 의심되는 경우에만 사용자의 신원을 공개할 수 있는 위험 지역 웹 사이트에 대한 "특수 프록시"를 제안한다.

## 논란

### 러시아 정보기관과의 제휴 의혹
카스퍼스키는 이전에 러시아 군대에서 일했고 KGB가 후원하는 기술 대학에서 교육을 받았기 때문에 그가 러시아 정부의 이익과 정보 활동을 발전시키기 위해 자신의 지위를 사용하는지에 대한 논란이 있었다. 카스퍼스키에 따르면 러시아 기관과의 의심스러운 연결에 대한 주장은 미국에서 첫 고객을 확보한 후 시작되었다. 그는 혐의에도 불구하고 정부와 조직이 자신과 자신의 소프트웨어를 신뢰하도록 하기 위해 직장 생활의 대부분을 보낸다.
《Wired》지에서는 카스퍼스키를 비판하는 사람들이, 카스퍼스키가 러시아 정보를 위해 사용자를 감시하기 위해 회사를 이용했다고 비난했다고 했다. 예를 들어 러시아 통신 회사는 요청 시 러시아 연방법에 따라 정부의 군사 및 스파이 활동에 협조해야 한다. 카스퍼스키는 자신의 회사가 스파이 활동을 위해 소프트웨어를 변조하도록 요청받은 적이 없으며 이러한 비난은 "냉전 편집증"이라고 말했다. 《Wired》에 따르면 카스퍼스키사의 직원은 사용자를 염탐하면 비즈니스에 피해를 줄 것이며 KGB의 후계자인 러시아 FSB와의 관계가 제한적이라고 "설득력이 없지 않게"고 주장하고 있다. 가트너사에 따르면 "그들의 소프트웨어에 백도어가 있거나 러시아 마피아나 국가와 관련이 있다는 증거는 없지만 여당의 통제 없이는 러시아에서 활동할 수 없다는 우려가 여전히 존재한다.” 《Computing》에서는 스파이 행위에 대한 좀 더 극단적인 비난을 조롱했지만, 하지만 러시아 기업이 러시아 정부 내 관계 없이 카스퍼스키 랩의 규모로 성장할 가능성은 낮다고 하였다. NPR 저널리스트들은 카스퍼스키가 자사의 소프트웨어를 스파이 활동에 사용한다면 이러한 일은 회사의 영업을 위험하게 할 것이어서 그 가능성이 낮다고 말하였다고 하였지만, 또한 카스퍼스키가 러시아에 의한 사이버 범죄에서는 이례적으로 낮은 관심을 보이고 있다고도 하였다.
2015년 8월 Bloomberg에서는 카스퍼스키 랩이 2012년에 과정을 변경했다고 보도했다. 간행물에 따르면, "고위급 관리자들은 떠나거나 해고되었으며, 그들의 자리는 종종 러시아 군대나 정보 기관과 더 가까운 사람들로 채워졌다. 이들 중 일부는 4억 고객의 데이터를 사용하여 FSB의 범죄 수사를 적극적으로 지원한다." Bloomberg와 《뉴욕 타임스》 는 또한 카스퍼스키가 다른 국가보다 러시아에서 발생한 사이버 공격을 식별하는 데 덜 공격적이라고 말했다. 그는 2011년 12월 러시아 정치인을 비판하는 온라인 토론을 방해하기 위해 행해진 일련의 서비스 거부 공격을 무시하거나 경시했다고 한다. 카스퍼스키는 또한 Sofacy라는 러시아 기반 스파이웨어를 무시한 것으로 알려졌다. 이 스파이웨어는 NATO와 동유럽에 대항하여 러시아에서 사용된 것으로 추정된다. 한편, 카스퍼스키는 Bloomberg에서 러시아 기반 사이버 공격을 무시했다고 비난하기 이틀 전에 러시아 기반 Crouching Yeti 사이버 공격에 대한 정보도 공개했다. 당시 카스퍼스키사에서는 러시아의 악성 프로그램에 대한 11개의 보고서를 발표했다. 경쟁자인 FireEye에서는 미국에서 조차도 자국 정부가 수행하는 사이버 범죄를 조사하는 것이 어색하다고 말했다.
2015년 3월 블룸버그 기사에 따르면 카스퍼스키 랩에서 이전에 러시아 군사 및 정보 기관에서 근무한 임원의 수가 증가하고 있다. 《News & Observer》에 따르면 카스퍼스키가 "Bloomberg의 비난을 무너뜨리고 반러시아 이야기를 위해 사실을 왜곡한다고 비난하는 대규모의 반론을 발표했다." 경쟁업체인 FireEye는 많은 미국 IT 회사에도 이전에 정부군 및 정보 기관에서 근무한 임원이 있다고 말했다. NPR은 Kaspersky가 사이버 범죄자를 잡기 위해 러시아 사이버 보안 기관과 점점 더 많은 거래를 하고 있다고 보고했다. Kaspersky는 러시아 기관이 정부 고객 중 하나임을 확인했다.
2017년 5월 마이크 로저스 미국 국가안보국 (NSA) 국장은 미 상원 정보위원회에서 NSA에서는 러시아 정보기관이 미국 디지털 인프라에 대하여 스파이 작전을 수행하거나 사이버 공격을 개시하는 것을 가능하게 할 것을 우려해 미국 정부에서 카스퍼스키 소프트웨어를 사용하는 것을 재검토하고 있다고 말하여 의혹이 다시 불거졌다. ABC 방송에서는 국토안보부가 지난 2월 카스퍼스키 랩과 러시아 정보기관 사이의 가능한 연관성에 대한 비밀 보고서를 발표했으며 현재 FBI가 이 문제를 조사하고 있다고 보도했다. DIA( 국방정보국 ) 국장 빈센트 스튜어트에 따르면 그의 기관은 "카스퍼스키와 그들의 소프트웨어를 추적"하고 있다. 보도 자료에서 유진 카스퍼스키는 자신의 소프트웨어가 현재 그러한 목적으로 사용되고 있거나 사용될 수 있다는 사실을 부인하며 "민간 회사로서 카스퍼스키 랩은 사이버 스파이 활동을 하는 전 세계 어떤 정부와도 관련이 없으며, 도움을 준 적이 없으며 앞으로도 도움이 되지 않을 것이다"라고 하였다. 그는 또한 미국이 정치적인 이유로 자신의 회사 소프트웨어를 사용하는 것을 원하지 않는다고 말했으며 이러한 주장을 "근거 없는 음모론"이라고 하였다.
카스퍼스키는 2017년 도널드 트럼프 대통령이 서명하여 입법한 제재를 통한 미국 반대세력 대응법(CAATSA)에 이름을 올린 다수의 러시안 올리가르히 중의 한명이다.

### 의심되는 안티 바이러스 스푸핑
2015년 8월, 두 명의 카스퍼스키 퇴직자가 회사에서 경쟁사의 프로그램을 속여 오탐을 유발하도록 하기 위해 VirusTotal 커뮤니티 안티 바이러스 데이터베이스에 수정된 파일을 도입했다고 주장했다. 거짓 양성의 결과는 감염되지 않은 중요한 파일이 비활성화되거나 삭제된다는 것이다. 이 주장에서는 또한 카스퍼스키 자신이 자신의 소프트웨어를 복사하고 있다고 생각하는 중국 회사를 포함하여 특히 경쟁사를 대상으로 일부 조치를 지시했다고 주장했다. 카스퍼스키가 CEO가 된 지 2년 후인 2009년 이메일이 로이터에 유출된 것으로 알려졌다. 그 중 하나는 카스퍼스키가 블라디미르 푸틴이 대중화한 문구를 사용하여 "별채로 밀어 내쫓아버리면서" 경쟁사를 뒤쫓겠다고 위협한 것으로 알려졌다. 회사에서는 이러한 혐의를 부인했다.

## 《포브스》 순위
카스퍼스키는 순자산 13억 달러(2017년 3월 기준)로 《포브스》지의 "2017년 억만장자 목록"에서 1,567위에 올랐다. 그는 순자산이 10억 달러에 도달한 2015년에 처음으로 목록에 올랐다.

## 개인 생활
카스퍼스키는 부인, 다섯 자녀와 함께 러시아 모스크바에 살고 있다. 그의 첫 부인과는 1998년에 이혼했다. 2011년 4월 21일, 당시 20세였던 그의 아들 이반은 440만 달러의 몸값을 요구받으면서 납치되었다. 카스퍼스키는 FSB 및 러시아 경찰의 친구와 협력하여 인질범의  전화 통화를 추적했다. 그들은 인질범을 위한 함정을 설치하고 그곳에서 그의 아들을 구출하고 다수의 납치범을 체포했다. 이 사건은 카스퍼스키의 사적인 보안 감각에 영향을 미쳤다. 그는 이제 경호원 및 보안 세부 사항과 함께 여행한다.
카스퍼스키는 러시아에서 가장 부유한 사람들 중 한 명이다. 그의 순자산은 약 10억 달러이다. 《Wired》에 따르면 그는 "현금을 태우는 거친 남자의 이미지를 키웠다"고 한다. 그는 경주에 관심이 있고 취미로 경마장에서 스포츠카를 운전한다. 그는 페라리 포뮬러 원 레이싱 팀 또는 아크로티리(선사 시대 도시)의 고고학 발굴과 같은 다양한 "기발하거나 과학적인 프로젝트"를 후원한다. 카스퍼스키는 BMW M3를 보유하고 있다. 카스퍼스키는 자신을 "아드레날린 중독자"라고 표현한다. 그는 러시아의 화산 하이킹을 갔고 버진 갤랙틱의 우주 여행을 예약했다. 그는 자주 여행을 다니며 개인 블로그에 자신의 경험을 쓴다. 사진도 취미로 즐긴다.
카스퍼스키는 일반적으로 청바지와 셔츠를 입어, 공식적인 옷차림을 피하는 것으로 유명하다. 그는 IT 보안 분야의 대학 프로젝트 및 대회를 지원한다.
1994년 독일의 함부르크 대학교는 카스퍼스키의 소프트웨어를 바이러스 백신 소프트웨어 경쟁 분석에서 1위로 선정했다. 이로 인해 유럽 및 미국 회사로부터 카스퍼스키에 대한 더 많은 비즈니스가 이루어졌다. 카스퍼스키 랩이 3년 후 그와 그의 아내 및 카스퍼스키의 친구인 알렉세이 드몬데릭(Alexey De-Monderik)에 의해 설립되었다. 유진 카스퍼스키가 회사를 시작하도록 밀어붙인 부인 나탈리아가 CEO이고 유진은 연구 책임자였다. 이듬해 CIH 바이러스 (일명 체르노빌 바이러스)에 의하여 카스퍼스키 바이러스 백신 제품이 큰 호응을 얻었으며 카스퍼스키는 이 제품이 당시 CIH 바이러스를 치료할 수 있는 유일한 소프트웨어라고 말했다. 《Wired》에 따르면 "그들의 소프트웨어는 당시로서는 진보된 것이었다." 예를 들어 격리된 검역소 내에서 바이러스를 모니터링하는 최초의 소프트웨어였다.